# Emilie Welti (Sängerin)
Emilie Welti-Herzog (* 17. Dezember 1859 in Ermatingen; † 16. September 1923 in Aarburg) war eine Schweizer Opern- und Konzertsängerin.

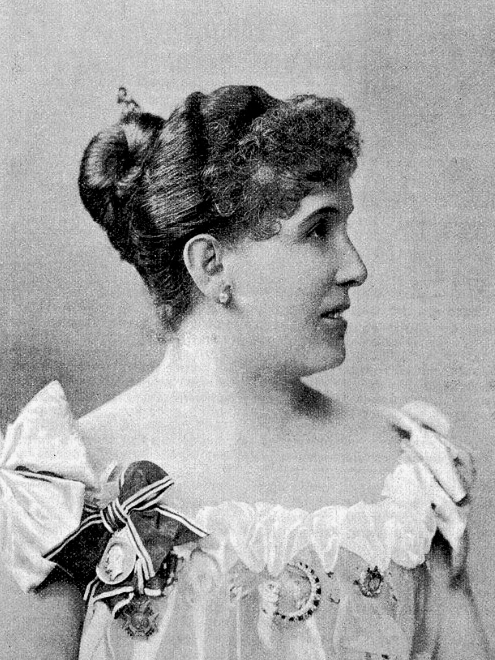
Emilie Welti-Herzog

## Leben und Werk
Emilie Herzog war die Tochter des Lehrers Heinrich Herzog und der Barbara, geborene Hui, und wuchs in Diessenhofen auf. Ihr musikalisches und gesangliches Talent wurde von Friedrich Hegar bestätigt. Nachdem sie ihren ersten Musik- und Gesangsunterricht an der Musikschule in Zürich absolviert hatte, wechselte sie an das Hoftheater in München, wo sie von Adolf Schimon und Karl Johann Brulliot unterrichtet wurde. Nach zweijährigen Studien debütierte sie am 10. September 1880 als Page Urbain in Giacomo Meyerbeers Oper Les Huguenots (Die Hugenotten).
Emilie Welti war von 1880 bis 1889 als Sängerin am Hoftheater engagiert. In diesen Jahren trat sie an etwa 650 Theaterabenden und in über fünfzig verschiedenen Rollen auf. Am 28. Februar 1889 trat sie in der Rolle der Rosina in Gioachino Rossinis Oper Der Barbier von Sevilla zum letzten Mal im Hoftheater auf.
Wenige Tage später trat Emilie Welti ihr neues Engagement am Schauspielhaus Berlin an und sang als hervorragende Mozart-Interpretin die Königin der Nacht in der Zauberflöte. Am Schauspielhaus war sie bis 1910 engagiert.
Emilie Welti sang auf vielen deutschen Bühnen und war 1883, 1884 und 1891 an den Uraufführungen der Bayreuther Festspiele beteiligt. Sie sang u. a. in Paris, Wien, St. Petersburg und Zürich. 1896 war sie am Bolschoi-Theater in Moskau, 1898 bei den Mozart-Festspielen in München und von 1899 bis 1900 an der Metropolitan Opera in New York.
In der Schweiz trat Emilie Welti u. a. an den Eidgenössischen Sängerfesten in St. Gallen 1886, 1893 in Basel und 1895 am Eidgenössischen Schützenfest in Winterthur auf.
1890 heiratete sie den Musikhistoriker und Musikkritiker Heinrich Welti (1859–1937). Dieser organisierte für sie in deutschen und schweizerischen Städten «historische Liederabende». Ihre Tochter war die Konzertsopranistin und Pädagogin Eva Kötscher-Welti (1896–1964).
Emilie Welti sang mit Vorliebe leidenschaftlich bewegte, dramatisch gefärbte Stücke von Komponisten wie Franz Schubert und Adolf Jensen. Wie als Liedersängerin wurde sie auch als Oratoriensängerin geschätzt. Grosse Bedeutung erlangte sie als Konzertsängerin und als Leiterin von Meisterklassen für Gesang an den Konservatorien in Berlin 1903 und Zürich 1910 bis 1922.
Ihre Aufnahmen erschienen unter dem Namen Emilie Herzog für G&T (Berlin 1903-7, hier u. a. Rosalinde in vollständiger "Fledermaus"), Beka (Berlin 1904), Columbia (Berlin 1904-5), Gramophone (Berlin 1908–09) und Edison-Walzen (Berlin 1904). Auf den Grammophon-Platten 43 437 und 439 ist die "Kgl. Kammersängerin, Berlin" als Gilda (Rigoletto) bzw. als Isabelle (Robert der Teufel) zu hören.